# Вита Нова
«Вита Нова» — российское издательство, специализируется на коллекционных иллюстрированных изданиях мировой классики и биографических книг.
Основано в апреле 2000 года в Санкт-Петербурге.
Генеральный директор — Алексей Захаренков. Главные редакторы — Алексей Дмитренко, Вадим Зартайский.
В оформлении книг используются иллюстрации классических мастеров (Александр Алексеев, Густав Доре, Борис Зворыкин, Морис Лелуар, Павел Соколов и др.) и современных художников, в частности: Марина Азизян, Сергей Алимов, Илья Богдеско, Игорь Ганзенко, Борис Диодоров, Рашид Доминов, Борис Забирохин, Борис Заборов, Латиф Казбеков, Геннадий Калиновский, Эдуард Кочергин, Клим Ли, Александр Лыткин, Валерий Мишин,Юрий Норштейн, Игорь Олейников, Александр Петров, Пётр Перевезенцев, Давид Плаксин, Екатерина Посецельская, Г. А. В. Траугот, Александр Флоренский, Андрей Харшак, Михаил Шемякин, Франческа Ярбусова, Олег Яхнин.
Издания снабжаются обширным справочным аппаратом, зачастую подготовленным специально для книги современными литературоведами и искусствоведами. Среди авторов комментариев и статей: Константин Азадовский, Виктор Андреев, Людмила Брауде, Нина Демурова, Георгий Лесскис, Олег Лекманов, Юрий Манн, Наталья Михайлова, Сергей Некрасов, Павел Нерлер, Вадим Старк, Мариэтта Чудакова, Михаил Яснов.
Книги выпускаются в переплётах из натуральной кожи, с тиснением фольгой по обложке, на мелованной бумаге. Нумерованные тиражи книг отличаются особым оформлением и наличием специальных приложений: авторскими оттисками гравированных иллюстраций или папками с комплектом гравюр, подписанных художником.
Книги издательства отмечены многочисленными дипломами и наградами, включая «Золотое яблоко» Международной биеннале иллюстрации в Братиславе и Гран-при Национального конкурса «Книга года» (2002, 2016, 2019 гг.).
Издания хранятся в собраниях Государственного Эрмитажа, Государственного Русского музея, Государственного музея изобразительных искусств им. А. С. Пушкина, Российской Академии художеств, Государственного музея А. С. Пушкина, в других музеях и частных коллекциях России и зарубежья.
С 2004 года издательство занимается некоммерческой выставочной деятельностью.
Графические циклы, как правило, создаются современными художниками по заказу издательства специально для книги, часть оригиналов иллюстраций остается в издательской коллекции. На 2023 год коллекция книжной графики насчитывает более 15000 единиц хранения./
Фрагменты коллекции экспонируются на выставочных площадках музеев и галерей: ГМИИ им. А. С. Пушкина (Москва), Государственный Эрмитаж (СПб.), Государственный музей А. С. Пушкина (Москва), Государственный Театральный музей им. Бахрушина (Москва), ЦВЗ «Манеж» (СПб.), Выставочный центр Санкт-Петербургского союза художников, Санкт-Петербургская Академия живописи, скульптуры и архитектуры им. И. Репина, Национальный музей республики Беларусь (Минск) и не только.
К настоящему времени проведено более 200 коллективных и персональных выставок.

## Проекты издательства

### Мастерская уникальной книги
Мастерская занимается изготовлением и реставрацией авторских и владельческих переплётов. Основана в 2007 году. Руководитель — Елена Парфёнова. Художественные переплеты создаются по технологиям XVIII—XIX вв. с использованием кож ручной выделки, драгоценных камней и металлов. Художественные переплёты мастерской были представлены на выставках в ГМИИ им. А. С. Пушкина, Союзе художников Санкт-Петербурга, Библиотеке книжной графики (СПб.), на других выставочных площадках.

### Коллекция «Даниил Хармси писатели его круга»
Издательству «Вита Нова» принадлежит крупнейшая частная коллекция мемориальных предметов, связанных с Даниилом Хармсом и его окружением. Коллекция включает в себя рукописи Хармса и писателей его круга, личные вещи участников содружества «чинарей», издания произведений этих писателей и исследований о них, книги с автографами и маргиналиями Хармса, оригиналы иллюстраций, собрание журналов «Чиж» и «Ёж».
Коллекция «Даниил Хармс и писатели его круга» экспонировалась, в частности, в Литературно-мемориальном музее Ф. М. Достоевского на выставке «Случаи и Вещи». Выставка получила высшую музейную награду Петербурга: премию «Музейный Олимп» в номинации «Выставка года».

### Премия «Книжный червь»
В 2014 году издательство выступило учредителем книгоиздательской премии «Книжный червь». Цель премии — наградить тех, благодаря кому в России существует и развивается искусство книги.

### Программа «Книжная кухня»
Радиопередача «Книжная кухня» — совместный проект издательства и радио «Эхо Москвы в Петербурге». Программа выходила в эфир еженедельно с 2007 по 2022 год, вплоть до закрытия радиостанции «Эхо Москвы».

### Программа «Книга, раскрытая на всех страницах»
Совместный проект издательства и радио «Фонтанный Дом». Выходит в эфир раз в две недели с июля 2022 года по настоящее время.

### Ангелы издательства «Вита Нова»
Проект, посвящённый 20-летию издательства, включает более 150-и изображений, созданных современными художниками, сотрудничающими с издательством, отражая их представление об ангелах. Выставки проекта состоялись в Государственном музее А. С. Пушкина (Москва), Музее истории Санкт-Петербурга, в Новгородском музее-заповеднике, в арт-пространстве «Нигде Кроме» (Москва).

## Серии книг
Основные книжные серии издательства:
- «Парадный зал» (мировая художественная литература, оказавшая наибольшее влияние на весь мир: Гомер, Данте, Ф. М. Достоевский, А. С. Пушкин, Ф. Рабле, Светоний, М. Сервантес, Л. Н. Толстой, У. Шекспир и др.);
- «Читальный зал» (исторический и плутовской роман, приключенческая литература, детективы: В. Гюго, А. К. Дойл, А. Дюма, Ф. Купер, В. Скотт и др.);
- «Волшебный зал» (авторские и народные сказки: Х. К. Андерсен, Э. Т. А. Гофман, А. С. Пушкин и др.);
- «Героический зал»  (эпические произведения: русские былины, «Песнь о Нибелунгах», «Беовульф», «Калевала»);
- «Будуар» (классическая литература любовно-эротического характера: Беранже, Верлен, Вольтер, Лафонтен, Овидий и др.);
- «Рукописи» (произведения XX века со сложной издательской и читательской судьбой, ставшие классикой: Михаил Булгаков, Франц Кафка, Густав Майринк, Борис Пастернак и др.);
- «Жизнеописания» (биографии, написанные в основном современными исследователями, среди авторов: Яков Гордин, Нина Демурова, Мария Карп, Феликс Лурье, Василий Молодяков, Жорж Нива, Валерий Сажин, Сергей Фирсов, Валерий Шубинский и др.);
- «Священные тексты» (Библия в тридцати томах, каждый том проиллюстрирован современным художником);
- «Библиотека великих писателей» (продолжает замысел одноимённой серии издательства Брокгауза и Ефрона).

## Избранные награды
- Конкурс Ассоциации книгоиздателей (АСКИ) «Лучшие книги года» (2002): Гран-при за высокохудожественное издание книги Михаила Булгакова «Мастер и Маргарита».[2]
- Конкурс «Серебряная литера» Оргкомитета Международной ярмарки «Невский книжный форум» (2002): Гран-при за книгу Данте Алигьери «Божественная комедия».
- Национальный конкурс «Книга года» (2002): Гран-при за художественно-иллюстрированные книги серии «Рукописи»: Михаил Булгаков «Мастер и Маргарита», Франц Кафка «Процесс».
- Диплом газеты «Известия» «За полёт фантазии с точным приземлением» (2002) за книгу Франца Кафки «Процесс».
- Конкурс АСКИ «Лучшие книги года» (2003): за высокохудожественное издание книги Франца Кафки «Процесс».
- Диплом «Санкт-Петербургского Дома книги» (2003) за «За высокую культуру художественного оформления и полиграфического исполнения».
- Конкурс «Искусство книги. Традиции и поиск» Московского Государственного Университета Печати (2004): Диплом I степени за успехи, достигнутые в художественном оформлении и полиграфическом исполнении книги Даниила Хармса «Случаи и вещи».
- «Алые паруса» в номинации «Лучшие иллюстрации» (2004): за книгу Дж. Свифта «Путешествия Гулливера».
- Национальный конкурс «Книга года» (2006): Почётная грамота в номинации «Вместе с книгой мы растём» за издание сборника стихов и повести для детей Виктора Лунина «Мой дом — волшебный».
- Конкурс АСКИ «Лучшие книги года» (2009): «Лучшее издание классической художественной литературы» за книгу Андрея Платонова «Чевенгур» в серии «Рукописи» (художник Светлана Филиппова).
- Конкурс «Искусство книги. Традиции и поиск» Московского Государственного Университета Печати (2009): Диплом первой степени за успехи в художественном оформлении и полиграфическом исполнении книги Олега Григорьева «Винохранитель»; за успехи в художественном оформлении и полиграфическом исполнении книги Велимира Хлебникова «Сердце речаря».
- Международная биеннале иллюстрации в Братиславе (2009): «Золотое яблоко» Борису Забирохину за иллюстрации к сборнику Александра Афанасьева «Русские народные сказки».
- «Национальный бестселлер» (2010): премия Эдуарду Кочергину за книгу «Крещённые крестами. Записки на коленках»[31]
- «Человек книги» (2010): Алексей Захаренков в номинации «Руководитель издательства»[32].
- Национальный конкурс «Книга года» (2016). Гран-при за книгу О. Берггольц «Блокадный дневник»[3].
- Конкурс АСКИ «Лучшие книги года» (2018): «Лучшее издание духовной и историко-религиозной литературы» за «Книгу пророка Иезекииля»[33].
- «Книга года» (2019). Гран-при за книгу «О Данииле Гранине. Воспоминания».[4]
- «Образ книги». Более сорока дипломов лауреатов и номинантов (2009—2022 гг.).[34]

## Публикации об издательстве и его продукции
- Е. Г. О верблюде в игольном ушке. «Книжное обозрение», 18.10.2001.
- Владимир Соболь. Новая жизнь книги. — «Петербургский книжный вестник» № 24, октябрь 2001.
- Александр Ройфе. Штучная работа. — «Книжное обозрение», 10.12.2001.
- профессор В. А. Лебедев. Бук-дизайн: новые достижения. — «Университетская книга» № 2, 2002.
- Е. Г. О каше и масле. — «Книжное обозрение», 21.03.2002.
- Наталия Осминская. Другой эрос Марины Цветаевой. — НГ EX-LIBRIS, 22.03.2002.
- Иван Медлин. На почтовой волне. — НГ EX-LIBRIS, 28.03.2002.
- Книги — события. — «Витрина» № 5, май 2002.
- Интервью с генеральным директором Алексеем Захаренковым в журнале «Книжный бизнес» № 5 (май) 2002.
- Лучшие издания 2001 года: выбор АСКИ. — «Книжное обозрение», 27.05.2002.
- Наталия Осминская. Байка — лучший попутчик. — НГ EX-LIBRIS, 06.06.2002.
- Газетная бумага для газет. — «Книжное обозрение», 15.07.2002.
- Александр Ройфе. Кролик белый, куда бегал? — «Книжное обозрение», 29.07.2002.
- Е. Геворкян. Политики, примадонны… и Коэльо. — «Книжный бизнес», № 9, сентябрь 2002.
- Сапфировое яйцо серии «Рукописи». — «Книжное обозрение», 09.09.2002.
- Валерий Воскобойников. Михаил Яснов в мире детском и взрослом. — ПИТЕР-book № 9, 2002.
- Александр Щуплов. Станет ли Ванька Жуков Иваном Фёдоровым? Вчера закрылась 15-я Московская международная книжная выставка-ярмарка. — Российская газета, 10.09.2002.
- Александр Вознесенский. На ярмарке победили семья и питерские. 100000 книг на ВВЦ. — НГ EX-LIBRIS, 12.09.2002.
- Виктор Кузнецов. Именное досье к «Божественной комедии». — Российская газета, 13.09.2002.
- Александр Гаврилов. Книги выходят в свет. XV ММКВЯ. — «Книжное обозрение», 16.09.2002.
- Александр Вознесенский. «Кипа бумаг» XXI века. Чтение Кафки по-новому. — НГ EX-LIBRIS, 26.09.2002.
- «В книге всё должно быть прекрасно…» — ПИТЕР-book 10/2002.
- Дмитрий Озерков. Ключ к истории искусства. — ПИТЕР-book 10/2002.
- Альберт Валентинов. Посмертные тайны Марины Цветаевой. — Российская газета, 18.10.2002.
- Е. Д. Моя Цветаева. — «Час пик» № 44. 30.10.2002
- Илья Фоняков. «Я Россию в себе ношу…» — ПИТЕР-book 11/2002.
- Михаил Лукашевич. На грани фола. — Aналитический журнал «Искусство управления» № 1 (19) 2003.
- Юлия Зартайская. Книжки с картинками и разговорами. — ПИТЕР-book 01-02/2003.
- Евгений Лесин. Поэты и этажи. Концерт из детских, полудетских и креплёных стихотворений. — НГ EX-LIBRIS, 13.02.2003.
- Михаил Яснов. «На светлом братском пиру…», ПИТЕР-book 03/2003.
- В. А. Лебедев. Бук-дизайн. Поиски и находки издательства «Vita Nova» — «Книжное дело», № 4, 2003.
- Юлия Зартайская. Коротко о книге. — ПИТЕР-book 05.2003.
- Татьяна Железняк. Время размуровывать амуров. Частица души подлинного Ленинграда-Петербурга. — НГ EX-LIBRIS, 31.06.2003.
- Елена Хаецкая. Вселенная по имени Марина. — ПИТЕР-book 06-07/2003.
- Михаил Яснов. Валентин Берестов. Избранные стихотворения. — ПИТЕР-book 08/2003.
- Илья Фоняков. Поэзия параллельного мира. — НЕВА № 9, 2003
- Сергей Бережной. Знак признательности и поклонения. — ПИТЕР-book 11/2003.
- Елена Конивец. Русская книга в гостях у рижан. — «Вечерняя Рига» 20.02.2004.
- Сергей Николаев. Золотые книги из России. — «Час», Рига 20.02.2004.
- Наталья Севидова. Русское слово в прекрасном оформлении. — Вести сегодня, Рига 20.02.2004.
- Светлана Дельфонцева. Книжки с картинками. — Вести сегодня, Рига 24.02.2004.
- Наталия Морозова. Золотая книга России. — «Телеграф», Рига 25.02.2004.
- Вадим Романов.«Золотая книга России» в столице Латвии. — ПИТЕР-book 03/2004.
- Глеб Ершов. Даниил Хармс. Случаи и вещи — ARTCHRONIKA № 1, 2004.
- Человек книги-2004. — «Книжное обозрение», 26.06.2004.
- Вадим Романов. Капризы Эдгара По. — ПИТЕР-book № 7-8.
- Дмитрий Малков.Цвет небесный, синий цвет. — «Книжное обозрение», 06.09.2004.
- Надежда Елизарова. Возвращение Гулливера. — ПИТЕР-book № 9.
- АДРЕСА Петербурга, журнал учёта вечных ценностей инв. № 15/27. «Про случаи и вещи Хармса», Слова Харлампия Митича.
- Андрей Аствацатуров. Хармс Д. А. «Случаи и вещи» — спб СОБАКА ru, октябрь #10 (45). ,
- Никита Елисеев. Сила через слабость. — «Эксперт. Северо-Запад», 27.09-03.10.2004 № 36 (193).
- Ольга Логош. Что было в августе-сентябре. — ПИТЕР-book № 11-2004.
- Никита Елисеев. О книжках с картинками. — «Эксперт. Северо-Запад», 15.11.2004 № 43 (200).
- Валерий Шубинский. «Даниил Хармс. Случаи и вещи» — «Критическая масса», № 3 за 2004 год.
- Диалог с книгой. — «Санкт-Петербургские ведомости», 16.05.2005.
- Светлана Хвостенко. Кадет рисовал Достоевского. — «Санкт-Петербургские ведомости», 21.05.2005.
- Ксения Молдавская. Гармония для гурманов. — «Книжное обозрение» № 27-28, 11-24 июня 2005.
- Елена Елагина. Николай Гумилёв: жизнь после смерти. — Нева" № 7, 2005.
- Ирина Дудина. Хармс в натуральной коже. — НоМИ / Новый мир искусства, 3/44/2005.
- Мария Каменецкая. Что почитать. — Санкт-Петербургские ведомости, 07.08.2005.
- Инна Ющенкова. «Русский ковчег» у родного берега. — «Секретные материалы», № 20 — сентябрь 2005.
- Юлия Зартайская. «В них свет и тьма» — «Книжное обозрение», #44 (31.10-06.11.2005).
- Павел Басинский. Председатель земного шара. — «ИНТЕРНЕТ» 9 ноября 2005
- Ольга Логош. Велимир Хлебников: король времени. — ПИТЕРbook, 11.11.2005.
- Никита Елисеев. Хлебниковоцентризм. — «Эксперт. Северо-Запад», 21-27 ноября 2005.
- Андрей Россомахин. «Книги / Рецензии / История» — «Критическая масса», 2005 № 3/4 /11/12/.
- Ольга Логош. «Мастер и Маргарита» с иллюстрациями Трауготов. — ПИТЕРbook, 22.11.2005.
- Ольга Петрова. «Мастер и Маргарита» — Невское время. 23.11.2005.
- Игорь Шнуренко, Дарья Глушакова. Мысли в дорогой оправе. — «Женский Петербург» № 11, декабрь 2005.
- Кадикина Ольга. «В чёрном плаще с кровавым подбоем» — «Книжная витрина», № 28, 14—27 декабря, 2005.
- Сергей Аркадьев. «Я для вас звезда…» — «Меценат» № 2, декабрь 2005.
- Виктор Леонидов. Создатель игольчатого экрана. — «Российские вести», 21-27 декабря 2005 года.
- Ольга Кадикина. Книга мастера. — «Книжный гид», декабрь.
- Алексей Балакин. Подарочный Булгаков. — «НоМИ», 6/47/2005.
- Юлия Воинова. Заслуженный художник Российской Федерации. — «АРТгород», 2006, № 1(12).
- Троица в квадрате. — «АРТгород», 2006, № 1(12).
- Пьер Шодерло Де Лакло «Опасные Связи». — «ШАНС программа», № 3-4, 9 января 2006 года.
- Григорий Амелин. «Моя так разгадана книга лица…» — Русский Журнал 10 января 2006.
- Часть культурного сокровища. — «ШАНС» программа, № 6, 13 января 2006 года.
- Мария Порядина. «Брысь, кошка!» — ПИТЕР-book, 02.03.2006.
- Натальин день. — «Санкт-Петербургские ведомости», 04.03.06.
- «Экземпляр № 1», «АГ». — «АРТгород», № II (13) 2006.
- Александр Неверов. Выставка в «нехорошей квартире» — Труд, 17.03.06.
- Ксения Молдавская. «И тут вошёл классик» — «Книжное обозрение» на IX ярмарке «Книги России» 18.03.06.
- Ксения Молдавская. Сладкие сдобные коты. — «Книжное обозрение», № 12 (2074), март.
- Ю. Орлицкий. Издательство «ВИТА НОВА». «В метро не почитаешь…» — Библио Глобус № 6, июнь 2006.
- Мария Каменецкая. Шифры, цвета и время в сборнике избранных произведений Марины Цветаевой. — Санкт-Петербургские ведомости, 03-09.06.06.
- Интервью с пояснением на обложке. — ШАНС, № 81, 07.07.06.
- Алина Былина. Подарок эстету. — Новости Петербурга, № 33 29.08-4.09.06.
- Жанна Козлова. Мастер созерцания. — Петербург НА НЕВСКОМ, октябрь 2006.
- Наталья Дельгядо. Другой взгляд. — Новости Петербурга, 31.10-06.11.06.
- «Видеоряд к Данте», «Человек книги — 2007». — «Книжное обозрение», № 245 PRO15.
- Александра Житинская. «На исходе пути я увижу лёд…»,
- Василий Когаловский. Дважды обожженное «Слово». — Российская газета № 87, 25 апреля 2007.
- Елена Хаецкая. Манон как объект созерцания
- Мария Каменецкая. Тень и дождь в иллюстрациях к роману «Сто лет одиночества». — Санкт-Петербургские ведомости № 10, 22.01.2007.
- Елена Герчук. Современники Данте. — [кАк).ru — Журнал о мировом дизайне, рубрика «Книжки как книжки».
- Елена Федотова. В начале было слово. — «Столицы и усадьбы» № 1 2007.
- Наталья Дельгядо. Один из нас, или «Я хотя бы попробовал» — ПИТЕРbook № 4 2006.
- К. Ф. Уникальные книги. — Free ТАЙМ № 4 май 2007.
- Виктория Хан-Магомедова. «Новая жизнь» в интерпретации Доминова. — «Декоративное искусство» № 6 2006.
- Мария Рукавицына. Памятник другу — «Столичный стиль» № 9 2006.
- Светлана Смирнова. Господин издатель — «Новости Петербурга» № 4 2007.
- Елена Хаецкая. Абсолютная книга.
- Эраст Кузнецов. «Слово о полку Игореве» в иллюстрациях Сергея Русакова.
- Елена Елагина. Издательство «Вита нова»: картинки и разговоры — «Нева» № 6 2007.
- Иван Шейко-Маленьких. Тайна черновиков поэта. — «Санкт-Петербургский Университет», № 7, 2007.
- Тимур Кибиров. Прояснение Есенина. — «Эксперт» № 37(133) / 24 сентября 2007.
- Мария Мельникова. Сны, купидоны и сфинксы. — Книжное Обозрение, № 38 (2152).
- Никита Вознесенский, Полина Ермакова. Шемякин in Петербург. — Прочтение, № 8/9 2007.
- Есенин: как это было. — «Невское время», 21 ноября 2007.
- Николай Крыщук. Придуманная судьба. — Прочтение, № 8/9 2007.
- Данила Давыдов. Победа над мифом. — Книжное Обозрение, № 47 (2161).
- Иван Шейко-Маленьких. Табу живут и побеждают? (фрагмент «Новая жизнь») — «Санкт-Петербургский Университет» № 8 (3756), 30 мая 2007 года.
- Татьяна Кириллина. Михаил Шемякин: «И всё-таки я оптимист» — «Вечерний Петербург», 28 сентября.
- Никита Елисеев. Тень от дыма. — Эксперт Северо-Запад, 10-16 декабря 2007, № 46 (348).
- Алёна Карась. Некто Шекспир. — Российская газета, 17 декабря 2007, № 282п (4545).
- Никита Елисеев. На стыке. — «Эксперт Северо-Запад» № 4(352) / 28 января 2008.
- Елена Семёнова. Лакмусовая бумажка памяти. — «Независимая газета», 1 февраля 2008.
- Ирина Шведова. Высоцкий + Шемякин. — «Московская правда», 12 февраля 2008.
- Лев Усыскин. Персональная инвентаризация человека-университета. — «Знамя» 2007, № 12.
- Юрий Герчук. Интеллектуальные игры издательства «Вита нова» [источник не указан 4650 дней]
- Никита Елисеев. Самостояние мастера. — «Эксперт Северо-Запад», 25 февраля 2008.
- Владимир Соболь. Один из поколения легенд. — «Невское Время», 8 апреля 2008.
- Никита Елисеев. Дом и окна. — «Эксперт Северо-Запад» № 15 (363), 14 апреля 2008.
- Светлана Мазур. Жестокий роман. — На Невском, № 6 (137), июнь 2008.
- Никита Елисеев. Роман банкира-зэка. — «Эксперт Северо-Запад» № 27 (375)/7 июля 2008.
- Катя Валова. Лабиринты Гофмана. — «Под ключ» № 8 (72) сентябрь 2008.
- Татьяна Кириллина. Есенин был расчётливым стратегом. — «Вечерний Петербург», № 220 (23591), 7 декабря 2007.
- Сергей Погорелый. IV Биеннале графического искусства в Санкт-Петербурге — «КомпьюАрт», № 8 (140), август 2008.
- Никита Елисеев. Недемократическая человечность. — «Эксперт Северо-Запад» № 40 (388)/13 октября 2008.
- Эраст Кузнецов. «ВИТА НОВА»
- Михаил Кузьмин. Одним счастье улыбается, другим скалит зубы. — «Профессия», 14 ноября 2008.
- Дмитрий Фомин. О новой жизни, игольчатом экране, волшебных пилах и карандашах. — Альманах «Библиофилы России», том 5, 2008 год. "
- Михаил Кузьмин. Хармс в ветреную погоду. — «Час Пик», № 47 (564) 17-23 декабря 2008.
- Никита Елисеев. Последний авангардист. — «Эксперт Северо-Запад» № 47 (395).
- Никита Елисеев. Сын народовольца. — «Театральный Петербург», № 20, 2008.
- Дина Годер. Отпечатки пальцев. — «Время новостей», № 15, 30 января 2009.
- Ольга Канунникова. Из жизни парадоксов, или некоторые устрицы несчастнее других. — «Новый Мир», № 6, 2004.
- Никита Елисеев. Отражение отражений. — «Эксперт Северо-Запад» № 6 (404), 16 февраля 2009.
- Алексей Захаренков: «Книга скоро станет роскошью» — «Бизнес-стиль», РБК, 6 февраля 2009.
- Никита Елисеев. Несостоявшееся. — «Эксперт Северо-Запад», № 13 (411), 6 апреля 2009.
- Владимир Желтов. Сначала надо возрождать себя, а потом — свою страну. — «Невское время», № 62 (4330), 9 апреля 2009.
- Никита Елисеев. Кот и композитор. — «Новый мир искусства», № 66, 2009.
- Полина Виноградова. Как нары Иванов помирили. Санкт-Петербургские ведомости, № 062, 8 апреля 2009.
- Евгений Водолазкин. Небоскрёбы и сфинксы. Шемякин: метафизический и настоящий. — «НГ Ex Libris», 21 мая 2009.
- Ольга Манулкина. То, что вы не знали о Чайковском и боялись спросить. — Информационный портал «Афиша», 9 июня 2009.
- Никита Елисеев. Приношение Чайковскому. — «Эксперт Северо-Запад», № 25 (423), 29 июня 2009.
- Елена Калашникова. Русский Кэрролл. Тридцать восемь бесед об авторе «Алисы в стране чудес». — Газета «Культура».
- Никита Елисеев. На углу. — «Эксперт Северо-Запад», № 34 (431), 7 сентября 2009.
- Илья Кукулин. Победа неврастенического неудачника. — «Новое литературное обозрение» № 97, 2009.
- Лидия Березнякова. Истинная трагедия Чайковского. — «Невское время», 8 июля 2009.
- Владимир Желтов. Шемякин уступил своё место поющим поэтам. — «Невское время», 8 сентября 2009.
- Издательство «Вита нова»: игра всерьёз: интервью журнала с Алексеем Захаренковым. — ИНТЕРбизнес, № 9 (112), октябрь 2009.
- Ангелова кукла. — Газета «Культура», 29 апреля 2009.
- Артур Мезенцев. «Где отпелось чудное мгновенье и скулят минуты роковые…» — «Петербургский Час пик», 28 октября 2009.
- Благородная молодость. — ИНТЕРбизнес, № 10 (113), ноябрь 2009.
- Татьяна Кириллина. Николай II: частный человек на троне. — «Вечерний Петербург». 17 ноября 2009 г.
- Анатолий Стародубец. «ТАЙНЫЕ КОДЫ ЛЕОНАРДО», Эхо планеты, 4 декабря.
- Презентация книги Э. Кочергина «Крещенные крестами: записки на коленках» — Портал OPENSPACE.RU, 2 декабря 2009.
- Николай Александров. Передача «Книжечки». — Радио «Эхо Москвы», 10 декабря 2009.
- Тысячеискусник. — «Стиль жизни» (приложение к газете «Ведомости»).№ 9 (37), декабрь 2009.
- Вероника Хлебникова. Идеальные подарки для запойного детского чтения. — Журнал «Однако», 29 декабря 2009.
- Книжечки под ёлочку. — Интернет-газета «Фонтанка.ру», 26 декабря.
- Елена Герчук. Игра в архив. — [кАк).ru — Журнал о мировом дизайне, № 3 (51). 2009; рубрика «Книжки как книжки».
- Андрей Степанов. Лучший рассказчик Питера. — Портал «ПроЧтение».
- Полина Виноградова. Одинокое дерево тянется в небо. — Санкт-Петербургские ведомости, № 017, 02.02.2010.
- Константин Фёдоров. Вожди из колючей проволоки. — «На Невском» № 1 (2010).
- Никита Елисеев. Контрапункт. — «Эксперт Северо-Запад» № 5 (451)/8 февраля 2010.
- Разговор о литературе. — Радио «Говорит Москва». 18 января 2010 г.
- Татьяна Кириллина. Чеховские мотивы. — «Вечерний Петербург», 5 февраля 2010.
- Мария Каменецкая. Что почитать. — «Санкт-Петербургские ведомости», 12.02.2010.
- Елена Дьякова. В СССР беспризорник мог стать академиком. — «Новая газета», № 25, 12 марта 2010 г.